# Gasque
Gasque (gask) är ett begrepp som används på svenska universitet om en studentikos fest med sittning. Stavningen "gasque" är ett exempel på studentikos stavning. 
Ordet kommer möjligen från ett "bud" i det på 1800-talet mycket populära kortspelet vira. Ordet kan även åsyfta själva lokalen som festen hålls i – då menas normalt en lokal som tillhör studentkåren och som det återkommande ordnas fest i, till exempel på Chalmers studentkår i Göteborg, i Gasquesalen i LTH:s kårhus vid Lunds tekniska högskola (LTH), i KTH:s kårhus vid Kungliga tekniska högskolan (KTH) i Stockholm och i Kårallen i Linköping. På exempelvis KTH, Chalmers och LiTH förekommer även verbformen "att gasqua" vilket är synonymt med att festa, dock ej nödvändigtvis i lokalen Gasquen. 